# Australische Badmintonmeisterschaft 1938
Die Australische Badmintonmeisterschaft 1938 fand in Melbourne statt. Es war die vierte Austragung der Badmintontitelkämpfe von Australien.	

## Titelträger
| Disziplin    | Sieger                            |
| ------------ | --------------------------------- |
| Herreneinzel | Allan McCabe                      |
| Dameneinzel  | Eva Robert                        |
| Herrendoppel | Bob Harper Jack Prior             |
| Damendoppel  | Mavis Horsburgh Beryl Cuthbertson |
| Mixed        | Cecil Craske Beryl Cuthbertson    |